# Muntanya del Muntanyès
La Muntanya del Muntanyès és una muntanya de 846 metres que es troba al municipi de Conesa, a la comarca de la Conca de Barberà.